# Yūji Takada
Yuji Takada, född den 17 februari 1954 i Ōta, Japan, är en japansk brottare som tog OS-brons i flugviktsbrottning i fristilsklassen 1976 i Montréal och åtta år senare OS-brons i samma viktklass i Los Angeles.